# Radek Bejbl
Radek Bejbl (Nymburk, Checoslovaquia, 29 de agosto de 1972) es un exfutbolista checoslovaco. Jugaba en la posición de defensa.

## Trayectoria
Bejbl comenzó su carrera en el Slavia Praga en 1990, donde estuvo 6 temporadas, jugando 154 partidos y marcando 28 goles. En 1996 se trasladó a España para jugar con el Atlético de Madrid durante 4 años, y jugó 105 partidos con 2 goles. De ahí pasó al RC Lens, en 2000, para volver en 2002 al Slavia Praga. En 2005 se marchó al Rapid Viena, y terminó su carrera en el FC Slovan Liberec, donde jugó solo la temporada 2007-08.
En una entrevista a la página web del Slavia de Praga, el futbolista checo reconoció que la similitud de los colores del Atlético de Madrid con los colores del Slavia (rojiblancos ambos) le hicieron sentir como en casa. Esa corazonada le ayudó a decantarse por el equipo del Manzanares. "El rojo y el blanco eran mis colores en Praga, esto me dio seguridad al defender el centro del campo en el Atlético de Madrid".[cita requerida]

## Selección nacional
Fue internacional con la selección de fútbol de la República Checa en 58 ocasiones y marcó 3 goles.

### Participaciones en Eurocopas
| Eurocopa      | Sede                   | Resultado    |
| ------------- | ---------------------- | ------------ |
| Eurocopa 1996 | Inglaterra             | Subcampeón   |
| Eurocopa 2000 | Bélgica y Países Bajos | Primera fase |

## Clubes
| Club               | Temporada | Partidos | Goles |
| ------------------ | --------- | -------- | ----- |
| Slavia Praga       | 1990-1996 | 154      | 28    |
| Atlético de Madrid | 1996-2000 | 105      | 2     |
| RC Lens            | 2000-2002 | 26       | 0     |
| Slavia Praga       | 2002-2005 | 83       | 2     |
| Rapid Viena        | 2005-2007 | 59       | 3     |
| FC Slovan Liberec  | 2007-2008 | 8        | 0     |

## Palmarés

### Campeonatos nacionales
| Título         | Club         | País            | Año  |
| -------------- | ------------ | --------------- | ---- |
| Gambrinus liga | Slavia Praga | República Checa | 1996 |
| Bundesliga     | Rapid Viena  | Austria         | 2005 |